# ラビ・メイル

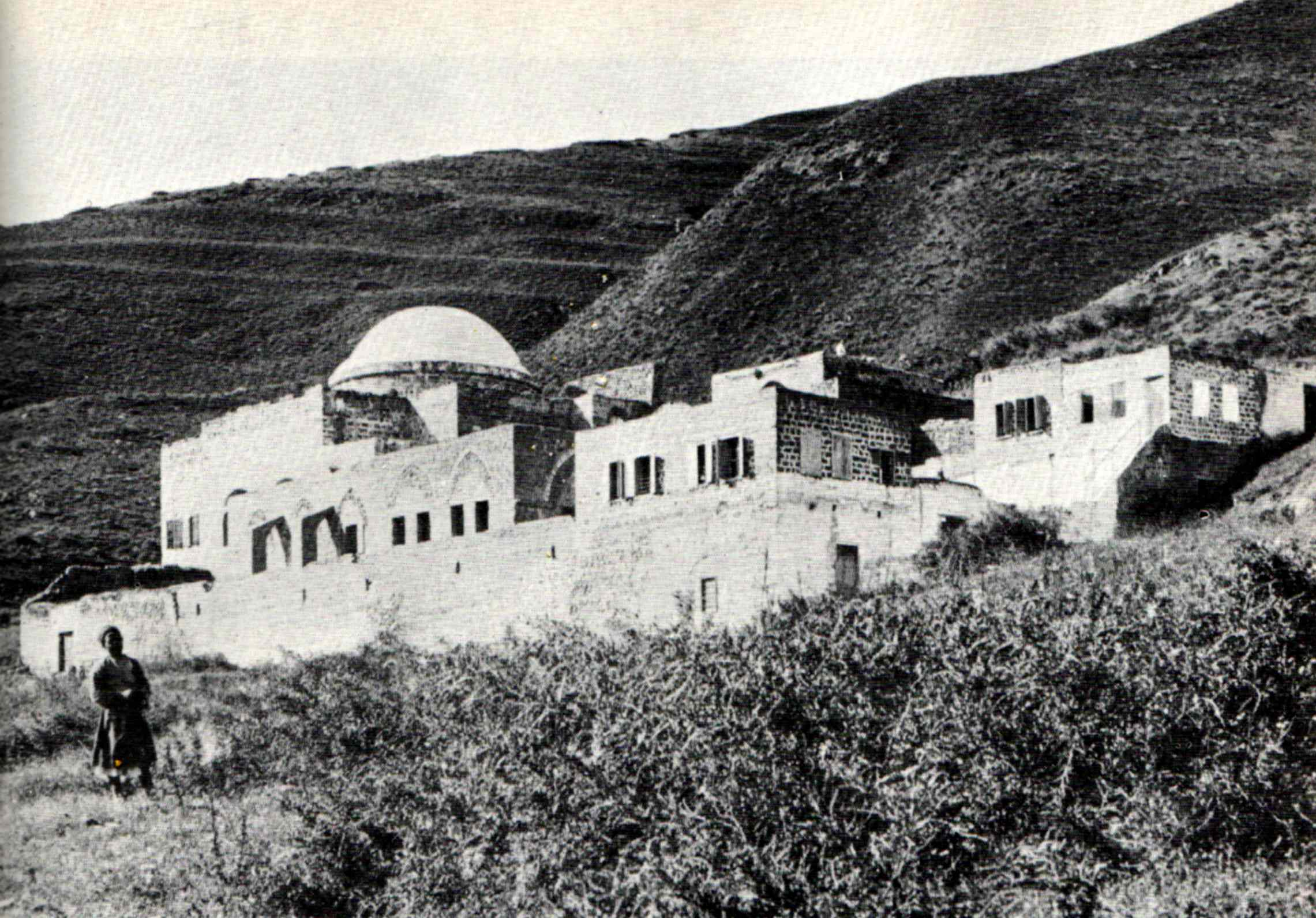
ティベリアに所在するラビ・メイルの墳墓の歴史的写真。

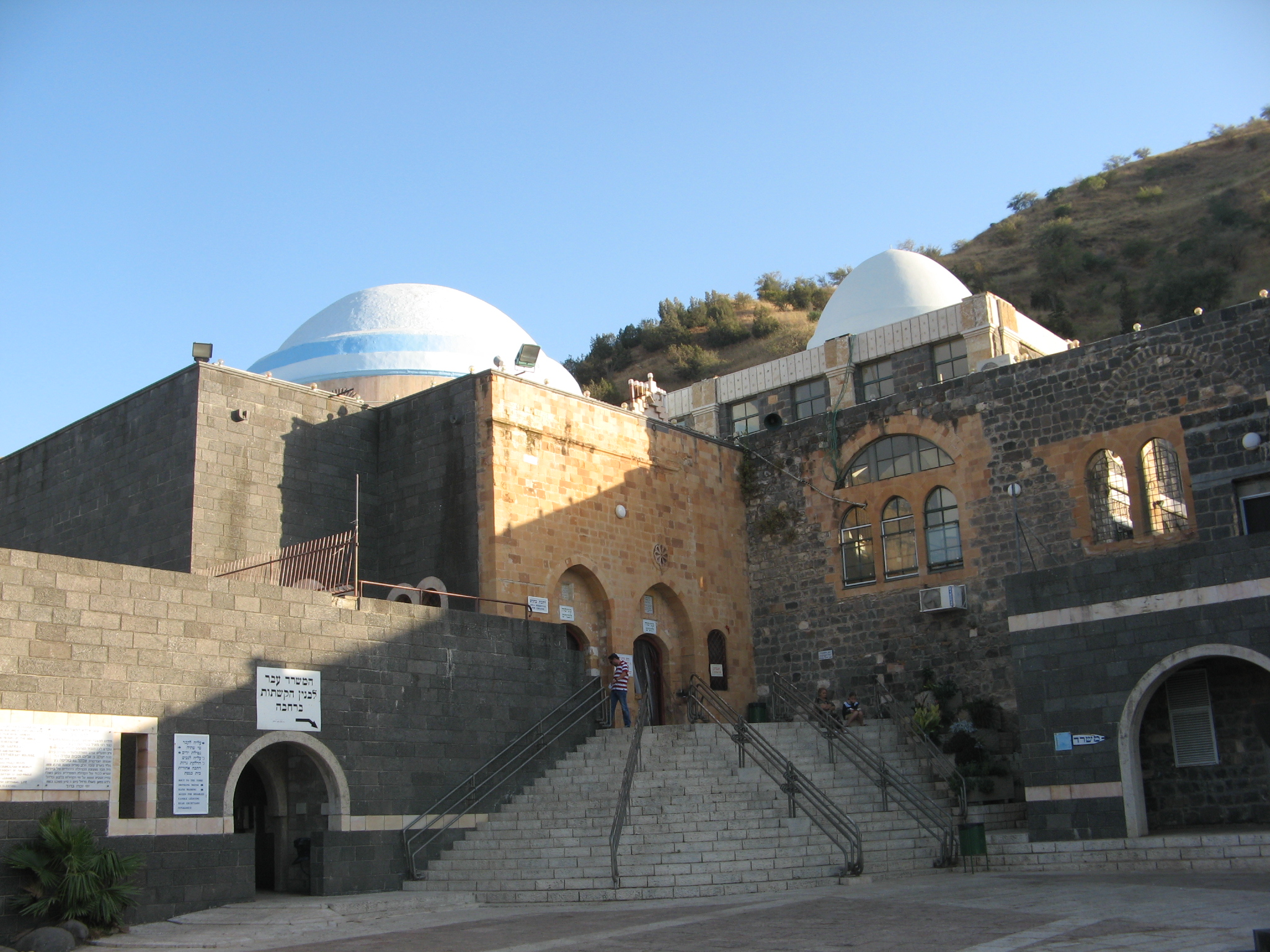
近年の墳墓の写真。

ラビ・メイル（Rabbi Meir、ヘブライ語: רַבִּי מֵאִיר‎）は、ミシュナーの時代に活動したユダヤ賢者。第4世代のタンナーイーム（139年-163年）の中で、最も偉大な人物の一人と考えられている。彼はミシュナーにおいて3番目に多く言及されている賢者であり、妻のベルリヤは、ゲマーラーで言及された数少ない女性の一人である。

## 生涯
ラビ・メイルはアナトリア半島で生まれた。タルムードによると、彼の父親はローマ皇帝ネロの子孫であると言われている 。